# Rue du Serpentin 34
 (juin 2019).
 (juin 2019).
L'unité située au 34 rue Serpentin est une habitation se trouvant à Bruxelles en Belgique dans une rue adjacente à celle de la faculté d’architecture de l'ULB à Flagey dans le quartier du cygne. Sa façade présente un contraste important avec le style des façades environnantes. 

## Programme
Le programme de la maison est l’adéquation entre le prix foncier du quartier et son étude de faisabilité. Le projet est en grande partie financé par la location de deux surfaces : l’une habitable, l’autre commerciale. Le logement triplex des propriétaires se trouve au dernier étage.

## Historique de la parcelle
Une maison unifamiliale préexistait à l'unité actuelle. Cette maison ne possédait que deux étages, ce qui la différenciait du reste du bâti environnant. Elle fut démantelée en raison de son mauvais état général du fait de son manque d'entretien pour la transformer en un bâtiment performant à basse énergie. Les architectes ont conservé la plupart des matériaux de la batisse démantelée pour les réintroduire dans la nouvelle construction en les recyclant ou en les réinsérant en l’état. Cela a permis de réduire considérablement les coûts.

## Description de la façade du bâtiment
Le bâtiment comporte cinq étages et ne possède pas de travée. Il s’intègre au contexte de la rue en respectant la hauteur de corniche des bâtiments mitoyens. Le rez-de-chaussée ne possède qu’une seule ouverture, la porte d’entrée et la porte de garage. La distinction entre les deux est difficile à faire à cause du calepinage des panneaux sombres. Cela permet de donner plus de discrétion à l’entrée. Il se démarque des autres étages par sa matérialité différente et sa couleur.  La porte est vitrée pour amener de la lumière dans l’entrée. Le premier étage est en bardage de cèdre. Il possède un bandeau de fenêtres très mince qui s’étire de la gauche vers la droite mais ne va pas jusqu’au bout de la façade.
Le deuxième étage est aussi en bardage de bois, dans la continuité du premier. La fenêtre y est plus grande et s’étend de la droite vers la gauche. Celle-ci laisse un plus grand espace dégagé pour le bardage. 
Le troisième étage est identique au premier étage à l’exception de la fenêtre qui est plus courte. 
Le quatrième étage est en recul par rapport au reste du bâtiment et est composé de matériaux différents. Il est en effet construit en béton. Son recul par rapport à l’alignement de façade permet de créer une petite terrasse.

## Matériaux
Le choix des matériaux a été essentiel dans la construction des façades, à cause de l’exiguïté de la parcelle et de la faible portance du sol. Les architectes ont choisi des matériaux légers, notamment le bois ou le zinc. On retrouve du bardage en cèdre, du crépi sur isolant et des panneaux sombres. 
Entre la fin de sa construction et aujourd'hui, on peut remarquer un changement de la couleur du bardage bois sur la façade. Le bois de cèdre non-traité a la caractéristique de changer de couleur. Il passe d’un ton brun-rouge à un ton gris. Ce phénomène est en partie dû au temps : le soleil, la pluie, le froid, etc.